# Jan Evangelista Purkyně
Jan Evangelista Purkyně (fil), även Johannes Evangelista (von) Purkinje, född 18 december 1787 i Libochovice, död 28 juli 1869 i Prag, var en tjeckisk anatom och fysiolog.

## Biografi
Purkinje gick vid 18 års ålder in i piaristorden, men utträdde, innan han avlagt sina löften, samt ägnade sig åt medicinska studier. Han blev 1819 medicine doktor och blev 1823 professor i fysiologi i Breslau. Där inrättade han ett fysiologiskt laboratorium, som var det första i sitt slag i Tyskland. Därifrån återbördades han till sitt hemland 1849, då han utnämndes till professor i Prag.
Bland hans arbeten utmärks upptäckterna av groddblåsan i fågelägget (1825) och av flimmerrörelsen (1835). Purkyne skrev två böcker inom den fysiologiska optiken av epokgörande betydelse. Slutligen gjorde han en mängd viktiga upptäckter inom den mikroskopiska kroppsbyggnaden (bl. a. nervernas axelcylinder och nervcellerna i lilla hjärnans bark, även den cellformation, som bildar övergångsbunten mellan hjärtats kammare och förmak, han upptäckte även, och har givit namn åt de celler som är viktiga för den elektriska signalen som får hjärtkamrarna att slå-purkinjefiber).
Purkyně översatte även skönlitterär från tyska till tjeckiska bl. a. Friedrich Schillers lyriska dikter (1841).

## Böcker
- Beiträge zur Kenntnis des Sehens in subjektiver Hinsicht (1819-25)
- Beobachtungen und Versuche zur Psychologie der Sinne (1823-26)